# Syrphus vitripennis
Syrphus vitripennis là một loài ruồi trong họ Ruồi giả ong (Syrphidae). Loài này được Meigen mô tả khoa học đầu tiên năm 1822. Syrphus vitripennis phân bố ở vùng Cổ Bắc giới
Ấu trùng của nó ăn rệp.

## Phân bố
Khắp Cổ Bắc giới. Cận Alaska đến California.
 Là loài di cư.

## Môi trường sống
Môi trường sống: Rừng cây rụng lá và lá kim và anthropophilic, xảy ra dọc theo hàng rào cánh đồng, trong các khu vườn và công viên ngoại ô. Ruồi bay tháng ba đến tháng mười.